# Demmel József
Demmel József (Budapest, 1982 –) történész, szlovakista.

## Élete
Az Eötvös Loránd Tudományegyetem történelem szakán végzett és szlovák szakon is tanult. A békéscsabai Országos Szlovák Önkormányzat Kutatóintézetének munkatársa.
2006-2008 között a Sic Itur ad Astra című folyóirat szerkesztője. A Kor/ridor Szlovák–Magyar Történeti Folyóirat felelős szerkesztője.
Kutatási területe a 19. századi szlovák társadalomtörténet.

## Művei
- 2006 "Virágzó" nemzetiségi béke Magyaróniában - A magyar-szlovák viszony sokszínősége a dualizmus középső szakaszában a Trencsén Vármegyei Természettudományi Egyesület vizsgálatának tükrében. Sic Itur Ad Astra 2006/1-2, 183-208.
- 2009 „Egész Szlovákia elfért egy tutajon…” - Tanulmányok a szlovák történelemről a 19. századi Magyarországon. Pozsony.
- 2011 A szlovák nemzet születése - Ľudovít Štúr és a szlovák társadalom a 19. századi Magyarországon. Pozsony.
- 2011 „ale i tá láska ostala len platonickou". Súkromný život Ľudovíta Štúra. In: OS – Občianska spoločnosť 2011/3
- 2011 Grünwald Béla – Mudrony Mihály: A Felvidék. Pozsony. (tsz. Kocsis Aranka)
- 2012 Ľudovít Štúr: A szlávok és a jövő világa. Válogatott írások és beszédek. Pozsony.
- 2013 „Pre rodné mesto žil, pre národ pracoval.“ Pomník Jánosa Tubu ako možné miesto pamäti maďarskej komunity na Slovensku. In: Miroslav Michela - László Vörös a kolektív: Rozpad Uhorska a Trianonská mierová zmluva. K politikám pamäti na Slovensku a v Maďarsku. Bratislava, 245 – 262. (tsz. Miroslav Michela)
- 2014 A kettős identitás ára - a békéscsabai Szeberényi Gusztáv és a nemzetiségi kérdés a 19. századi evangélikus egyházban.
- 2014 Pánszlávok a kastélyban. Justh József Turóc megyei alispán és a szlovák nyelvű magyar nemesség elfeledett története. Pozsony
- Ľudovít Štúr. Zrod moderného slovenského národa v 19. storočí (A szlovák nemzet születése); szlovákra ford. Galina Šándorová; Kalligram, Bratislava, 2015
- Az ismeretlen Ľudovít Štúr. Magyar tanulmányok a legnagyobb szlovákról; szerk. Demmel József; Magyarországi Szlovákok Kutatóintézete, Békéscsaba, 2016 (Kor/ridor könyvek); a kiadvány szlovák nyelven is megjelent
- Magyar haza, szlovák nemzet. Alkotmányos szlovák politikai törekvések Magyarországon, 1860-1872; Magyarországi Szlovákok Kutatóintézete, Békéscsaba, 2016 (Kor/ridor könyvek)
- Családi konfliktusok egy dél-alföldi mezőváros evangélikus egyházközségében a 19. század közepén; Magyarországi Szlovákok Kutatóintézete, Békéscsaba, 2020 (Bibliotheca Ludovici Haan)
- Szörnyeteg Felső-Magyarországon? Grünwald Béla és a szlovák - magyar kapcsolatok története; Ráció, Bp., 2021